# Georg Gloger
Georg Gloger (* 1. Januar 1603 in Habelschwerdt, Grafschaft Glatz; † 16. Oktober 1631 in Leipzig) war ein deutscher Dichter des Barock.

## Leben
Georg Gloger wurde als Sohn armer Eltern geboren, die er früh verlor. Während seines im Jahr 1625 in Leipzig aufgenommenen Studiums der Medizin lernte er den Dichter Paul Fleming kennen, der sein Werk beeinflusste. Nach Abschluss seines Studiums habilitierte Gloger sich als Dozent der Medizin in Leipzig und sammelte einen Kreis schlesischer Studenten um sich. Auch Fleming gehörte diesem Kreis an und gilt heute als sein bekanntester Dichter. Gloger machte Fleming auf das Werk des Dichters Martin Opitz aufmerksam, das Fleming begeisterte und infolgedessen entscheidend seine eigene Dichtung beeinflusste. 1631 erlag Georg Gloger, 28-jährig, einer in Leipzig grassierenden Seuche.
Paul Fleming sammelte die von seinem Freund Gloger hinterlassenen Gedichte, die in Lappenbergs Ausgabe von Flemings Werken abgedruckt wurden. Zeit seines ebenfalls kurzen Lebens erinnerte Fleming in Gedichten an seinen früh verstorbenen Freund.

## Werk
Gloger ist vor allem für seine Sinnsprüche in lateinischer und deutscher Sprache bekannt, die das Zeitgeschehen kritisierten, vor allem den Dreißigjährigen Krieg. Darüber hinaus verfasste er auch längere Gedichte, die sich an Vorbildern der Italienischen Literatur orientierten.